# Наоја Окубо
Наоја Окубо (јап. 大久保直弥; 27. септембар 1975) професионални је јапански рагби тренер и бивши професионални рагбиста, који тренутно ради као главни тренер рагби екипе "Санвулвси", јединог јапанског представника у најјачем клупском рагби такмичењу на Свету. Играо је у другој и трећој линији скрама, а за рагби 15 репрезентацију Јапана наступао је на два светска првенства (1999, 2003). Укупно је за рагби 15 репрезентацију Јапана одиграо 23 утакмице. Играо је и за рагби 7 репрезентацију Јапана на светском првенству 2001. Након завршетка играчке каријере, посветио се тренерском послу. Радио је као тренер Сантори Санголијата, јапанског рагби тима који се такмичи у јапанској Топ лиги.